# Papirus 70
Papirus 70 (według numeracji Gregory-Aland), oznaczany symbolem {\displaystyle {\mathfrak {P}}^{70}} – wczesny grecki rękopis Nowego Testamentu, spisany w formie kodeksu na papirusie. Paleograficznie datowany jest na III wiek. Zawiera fragmenty Ewangelii według Mateusza.

## Opis
Zachowały się tylko fragmenty Ewangelii według Mateusza (2,13-16; 2,22-3,1; 11,26-27; 12,4-5; 24,3-6.12-15). Tekst pisany jest w 28-29 linijkach na stronę, skryba pisał bardzo niestarannie.
Nomina sacra pisane są skrótami (υν, ις, πηρ).
Według Alanda jest jednym z siedmiu wczesnych rękopisów Ewangelii według Mateusza.

## Tekst
Tekst grecki Ewangelii reprezentuje aleksandryjską tradycję tekstualną. Kurt Aland zaklasyfikował go do kategorii I.

## Historia
Rękopis znaleziony został w Egipcie, w Oxyrhynchus. Na liście rękopisów znalezionych w Oxyrhynchus znajduje się na pozycji 2384. Tekst opublikowany został przez E.G. Turner w 1957 roku. Aland umieścił go na liście rękopisów Nowego Testamentu, w grupie papirusów, dając mu numer 70.
Rękopis datowany jest przez INTF na III wiek. Comfort datuje na koniec III wieku.
Cytowany jest w krytycznych wydaniach Nowego Testamentu (NA27).
Obecnie przechowywany jest w bibliotece Narodowego Muzeum Archeologicznego we Florencji (PSI 3407).